# 3038 Bernes
3038 Bernes eller 1978 QB3 är en asteroid i huvudbältet som upptäcktes den 31 augusti 1978 av den rysk-sovjetiske astronomen Nikolaj Tjernych vid Krims astrofysiska observatorium på Krim. Den har fått sitt namn efter den sovjetiske sångaren och skådespelaren Mark Bernes.
Asteroiden har en diameter på ungefär 3 kilometer.